# Aerolíneas Mas
Aerolíneas Mas là hãng hàng không của Cộng hòa Dominican, trụ sở ở Santo Domingo. Hãng có căn cứ chính ở Sân bay quốc tế La Isabela.

## Lịch sử
Aerolíneas Mas được thành lập năm 2005. Ban đầu hãng chỉ có các chuyến bay thuê baơ. Ngày nay hãng đã mở các tuyến đường chở khách thường xuyên trong nước và 1 tuyến quốc tế tới Chile.

## Các nơi đến
- Cộng hòa Dominican

- Santiago
- Santo Domingo
- La Romana
- Punta Cana
- Pedernales
- Barahona
- Montecristi
- Samana

## Đội máy bay
- 2 BAe Jetstream 32
- 1 Cessna 206